# Allen Leech

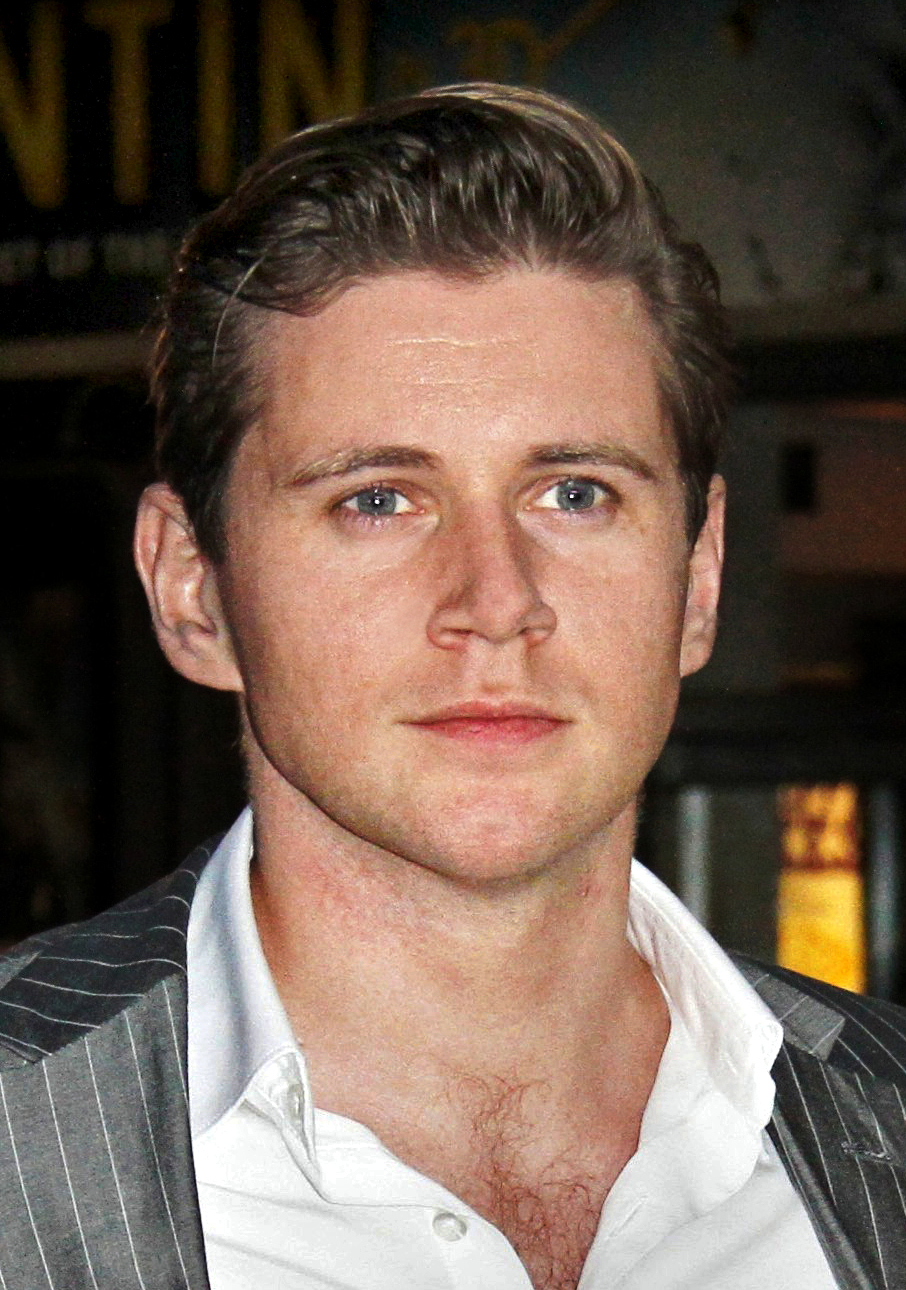
Allen Leech (2011)

Allen Leech (* 18. Mai 1981 in Killiney, County Dublin) ist ein irischer Schauspieler.

## Leben und Karriere
Leech ist das dritte von vier Kindern eines Chefs einer Computerfirma und einer Hausfrau. Er besuchte das St. Michaels College in Ballsbridge und das Trinity College in Dublin, wo er Theaterwissenschaft studierte. Seine Leidenschaft für die Schauspielerei entdeckte er mit elf Jahren, als er eine Rolle in einer Schulaufführung des Zauberer von Oz spielte.
Seine erste Rolle spielte Leech in dem irischen Kurzfilm Iníon an Fhiaclóra von Jacqueline O’Neill im Jahr 2000. Es folgten Auftritte in Filmen wie Cowboys & Angels von David Gleeson im Jahr 2003, Paddy Breathnachs Man About Dog 2004 oder From Time to Time von Julian Fellowes im Jahr 2009. Größere Bekanntheit erlangte er vor allem durch die Verkörperung des Marcus Agrippa in der HBO-Serie Rom sowie die des Tom Branson der Serie Downton Abbey des Senders ITV.
Leech heiratete 2019 die Schauspielerin Jessica Blair Herman.

## Filmografie
- 2000: Iníon an Fhiaclóra (Kurzfilm)
- 2002: The Escapist
- 2003: Benedict Arnold: A Question of Honor (Fernsehfilm)
- 2003: Cowboys & Angels
- 2004: Battlefield Britain (Dokumentarserie, 1 Episode)
- 2004: Man About Dog
- 2004: Love Is the Drug (Fernsehserie, 4 Episoden)
- 2006: Legend (Fernsehserie, 6 Episoden)
- 2007: Rom (Fernsehserie, 8 Episoden)
- 2007: Deep Breaths (Kurzfilm)
- 2008: Warriors – Die größten Krieger der Geschichte (Heroes and Villains, Fernsehserie, 1 Episode)
- 2008: Factory Farmed (Kurzfilm)
- 2009: From Time to Time
- 2010: Rewind
- 2010: Die Tudors (The Tudors, Fernsehserie, drei Episoden)
- 2010–2015: Downton Abbey (Fernsehserie, 45 Episoden)
- 2011: Primeval – Rückkehr der Urzeitmonster (Primeval, Fernsehserie, 1 Episode)
- 2011: Black Mirror (Fernsehserie, 1 Episode)
- 2012: The Crime (The Sweeney)
- 2013: In Fear
- 2013: Grand Piano – Symphonie der Angst (Grand Piano)
- 2014: The Imitation Game – Ein streng geheimes Leben (The Imitation Game)
- 2017: Bellevue (Fernsehserie, 8 Episoden)
- 2017: Die Stunde des Killers (The Hunter’s Prayer)
- 2018: Bohemian Rhapsody
- 2018: Doing Money (Fernsehfilm)
- 2019: Downton Abbey (Film)
- 2019: Surveillance (Fernsehfilm)
- 2020: The Good Doctor (Fernsehserie, 1 Episode)
- 2021: As Luck Would Have It (Fernsehfilm)
- 2022: Downton Abbey II: Eine neue Ära (Downton Abbey: A New Era)
- 2023: Cold Meat
- 2023: The Vanishing Triangle (Fernsehserie, 6 Folgen)
- 2024: You Can’t Run Forever